# Victor von Prendel

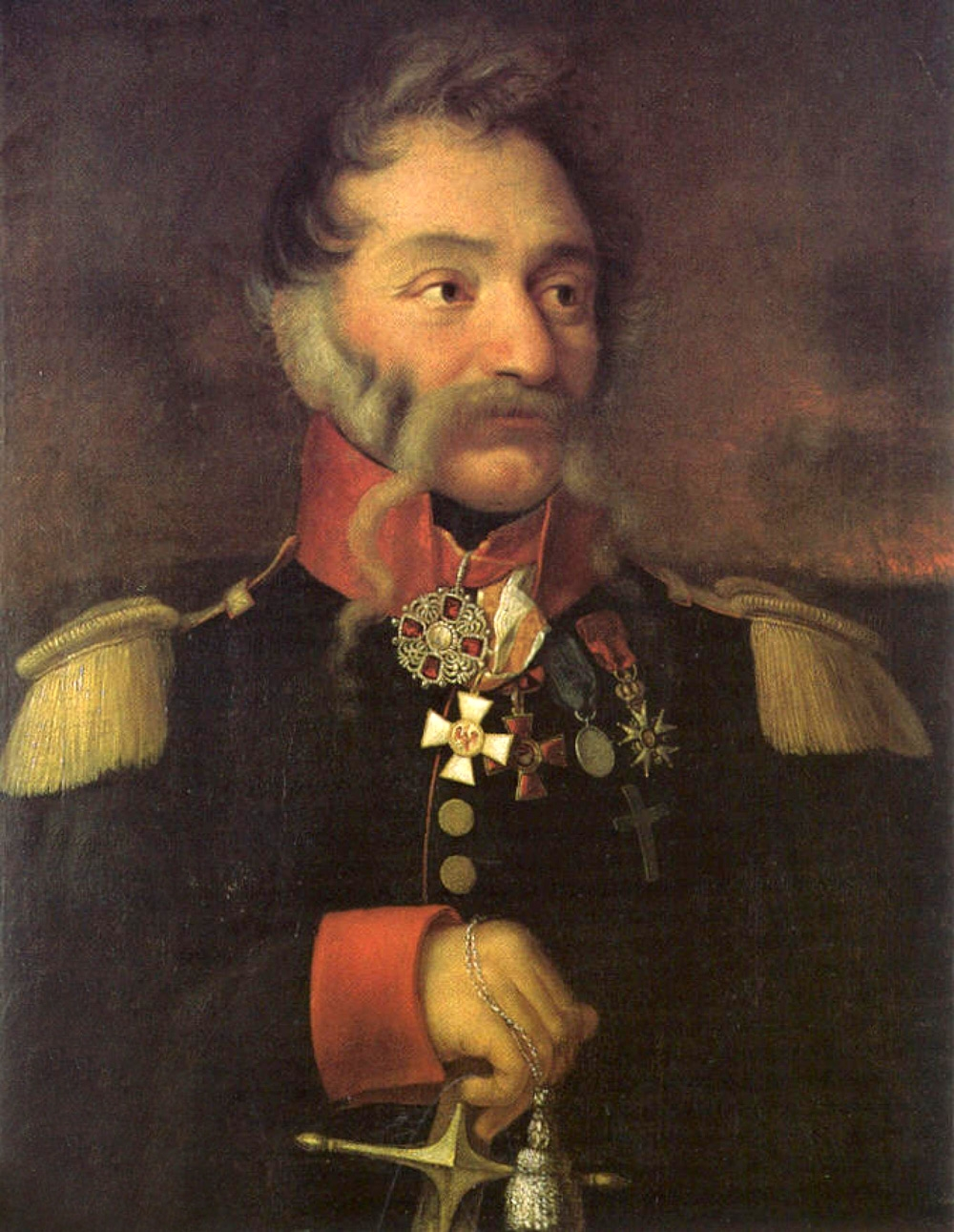
Victor Anton Franz von Prendel

Victor Anton Franz von Prendel (* 1766 in Salurn, Tirol, heute Südtirol; † 29. Oktober 1852 in Kiew) war ein österreichisch-russischer General.

## Leben
Victor Anton Franz von Prendel stammt aus einem nicht reichen, aber alten Tiroler Adelsgeschlecht. Seinen Adelstitel verwendete er selbst nie. Seine schulische Ausbildung erhielt er in einem Kloster des Benediktiner-Ordens. Neben Geschichte, Geographie und Theologie waren es vor allem Sprachen, die der Sprachbegabte aus der Ausbildung für sein Leben mitnahm. Er lernte Latein, Italienisch, Französisch und Ungarisch und sprach später auch Russisch, Polnisch und Englisch.
Mit 15 Jahren verließ er die Klosterschule und die damit für ihn vorgesehene geistliche Laufbahn und trat in Venedig eine Tätigkeit in einem Bankhaus an. Zusammen mit dem Sohn des Bankiers wurde Prendel bald als Geschäftsagent durch ganz Europa geschickt. Aber die in Aussicht gestellte Karriere durch Einheirat in die Bank schlug er aus, da sein Sinn auf das Militärische stand.
1788 trat er in den Dienst des österreichischen Heeres. Hier war er in verschiedenen Verbänden anzutreffen, so bei den Tiroler Scharfschützen und dem Ulanenregiment „Fürst zu Schwarzenberg“, das vom Fürsten Liechtenstein befehligt wurde. In der österreichischen Armee kämpfte er in den ersten beiden Koalitionskriegen. Er wurde auch gefangen genommen, konnte aber aus Frankreich fliehen.
In den Kämpfen war er mehr und mehr von den russischen Kosaken-Einheiten begeistert. Schließlich quittierte er 1804 den Dienst beim österreichischen Husarenregiment Nr. 7 – er war inzwischen Rittmeister – und trat in die Kaiserlich Russische Armee ein. Hier führte er Husaren- und Kosakeneinheiten bei Partisanenaufgaben und nahm an fast allen großen Schlachten bis 1812 teil, so z. B. auch an der Schlacht bei Austerlitz, wo er sich besonders auszeichnete. Dazwischen war er bei verschiedenen diplomatischen Missionen eingesetzt, in deren Verlauf er ganz Europa bereiste.
Von einer solchen Reise zurückgekehrt, griff er bei der Schlacht von Smolensk in die Kämpfe gegen Napoleon ein, diente danach unter General von Wintzingerode und wurde zum Obristen befördert. Bei der Vertreibung Napoleons aus Russland kam Prendel mit einer Kosaken-Partisaneneinheit bis nach Sachsen und nahm bis zur Völkerschlacht bei Leipzig an verschiedenen Gefechten teil.
Nach der Völkerschlacht ernannte Zar Alexander den Obristen von Prendel zum Stadtkommandanten von Leipzig. In seiner einjährigen Tätigkeit hier führte er die Stadt aus dem militärischen Chaos zurück zum (fast) normalen zivilen Leben. Ab 1816 organisierte er die Rückführung russischer Truppen aus dem Raum Altenburg und war Direktor der Lazarette in Deutschland.
1819 kehrte er nach Russland zurück und übernahm im Hauptquartier der 1. Armee in Kiew unter General Osten-Sacken besondere Aufgaben. Nach einem speziellen Auftrag in Galizien wurde er 1831 zum Generalmajor befördert, nahm 1835 den Abschied von der Armee und ging in den Ruhestand.
Prendel war verheiratet mit Anna Julia Victorie Eva, geb. Petzold von Woitsdorf, und hatte zwei Söhne und eine Tochter.

## Stadtkommandant von Leipzig

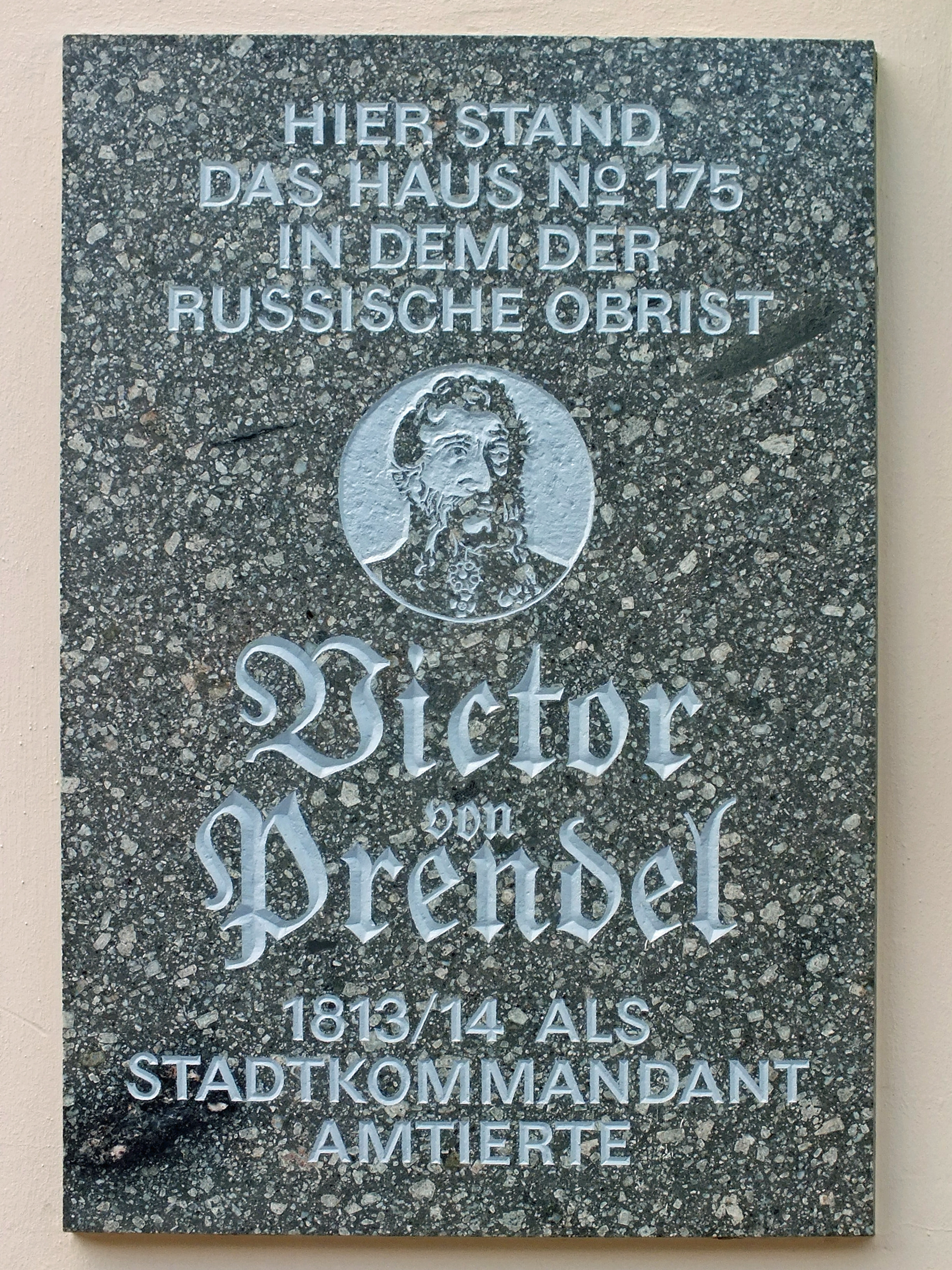
Gedenktafel für Victor von Prendel in Leipzig, Markt 10

Am 21. Oktober 1813, zwei Tage nachdem die Verbündeten in der Völkerschlacht bei Leipzig die Stadt eingenommen hatten, wurde der Obrist Victor von Prendel als Stadtkommandant eingesetzt. Er stand vor der schweren Aufgabe, die Stadt wieder zum normalen Leben zurückzuführen. Die zahlreichen Toten waren zu bestatten, Lazarette für die massenhaften Verwundeten einzurichten, Lebensmittel zu beschaffen und das kulturelle Leben wieder aufzubauen.
Er löste die Probleme mit der notwendigen Strenge, aber auch mit nahezu väterlicher Fürsorge. Seine Verdienste lagen in der unbürokratischen Vermittlung zwischen Soldaten und Bürgern sowie der Militär- und Zivilverwaltung. Berühmt wurden seine zahlreichen ausgehängten „Bekanntmachungen“ in schlichter Sprache, mit denen er sich an die Leipziger wandte und die sich zum einen auf militärische Angelegenheiten wie Lazarettwesen, Truppendurchzüge oder Einquartierungen, zum anderen auch auf das zivile Leben bezogen. Seine Eigenheit war, dass er häufig alles bis ins Kleinste regeln wollte, dabei mitunter über das Ziel hinausschoss. Aber die Leipziger liebten ihn ob seiner bisweilen skurrilen Art, seine Aushänge wurden bald zum beliebten Sammelobjekt, und nach seiner Ablösung am 10. November 1814 verlieh ihm der Rat der Stadt das Ehrenbürgerrecht.
Sein Nachfolger war auf Befehl des Königs von Preußen der preußische Generalmajor von Bismarck, der bis zum 15. Juni 1815, bis zur Rückkehr des sächsischen Königs aus preußischer Gefangenschaft, das Kommando innehatte. Prendel war in Leipzig geblieben und übernahm nach Bismarcks Weggang bis zum November 1815 nochmals den Befehl über die kaiserlich russischen Angelegenheiten.
Für seine Arbeit in Leipzig erhielt er zahlreiche Auszeichnungen (s. u.), unter anderem sogar das Kommandeurskreuz der französischen Ehrenlegion für die gute Behandlung der gefangenen und verwundeten Franzosen, die ja die Feinde waren.

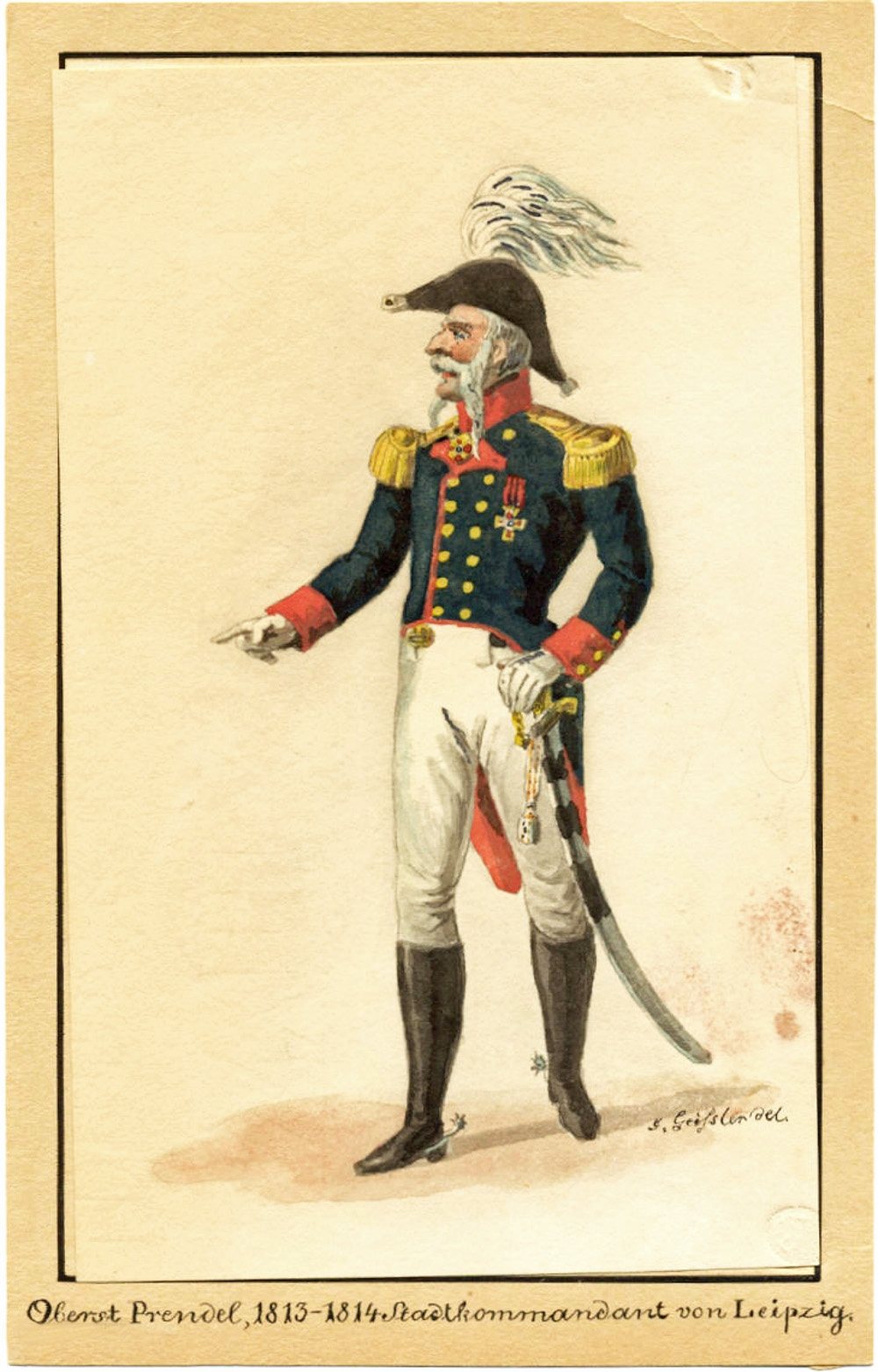
Prendel als Stadtkommandant
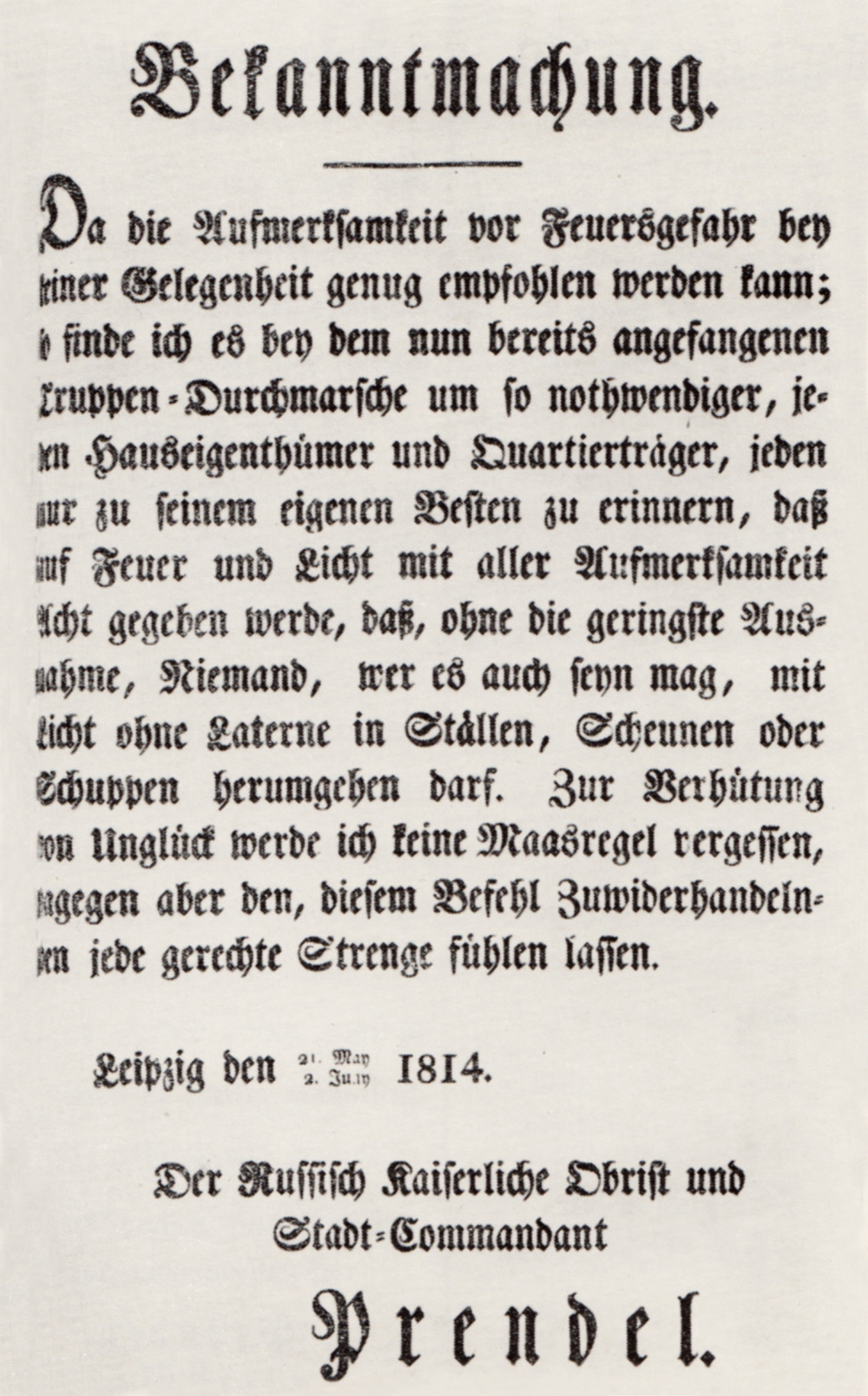
Zum Brandschutz
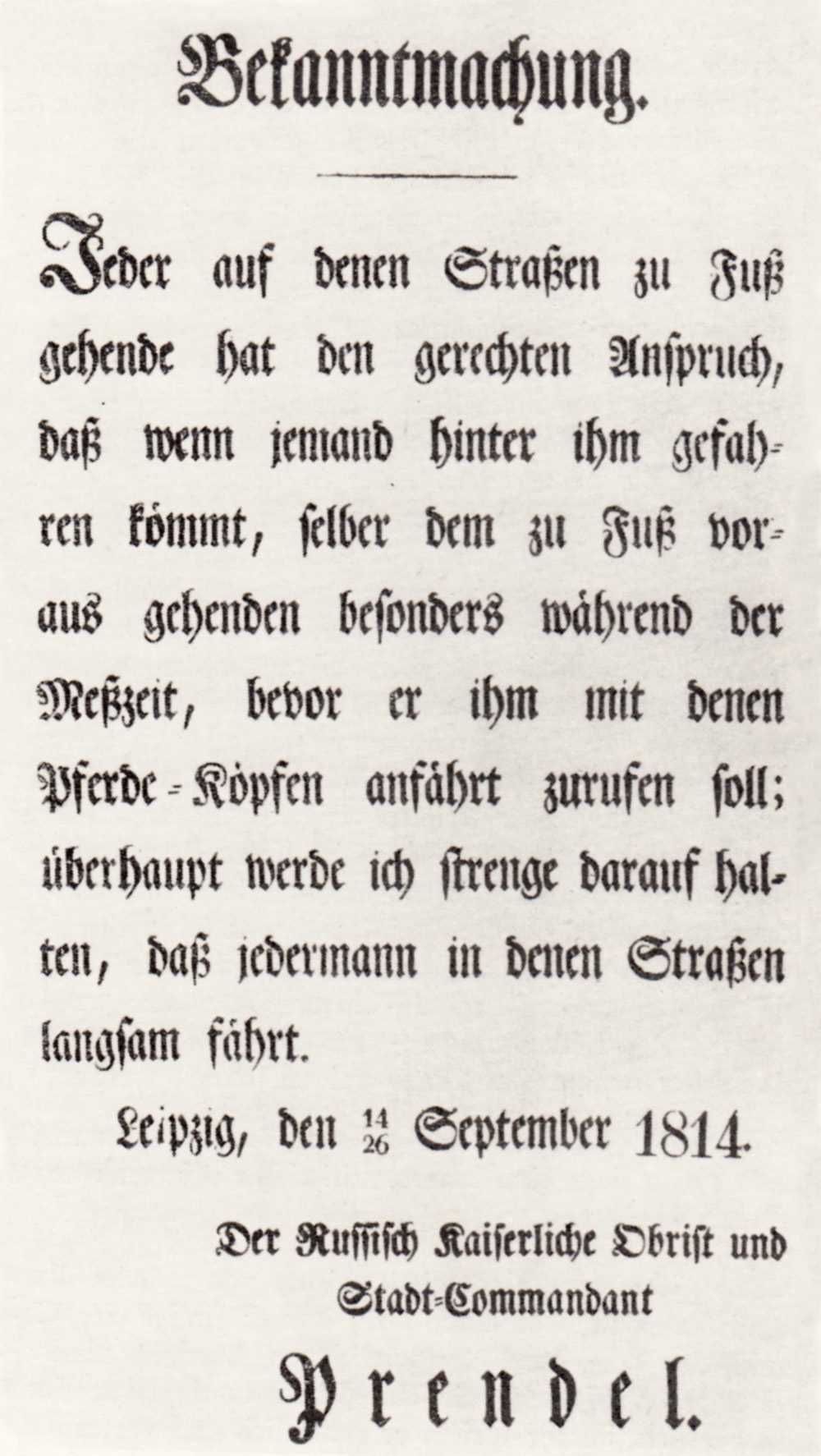
Zum Verhalten im Straßenverkehr
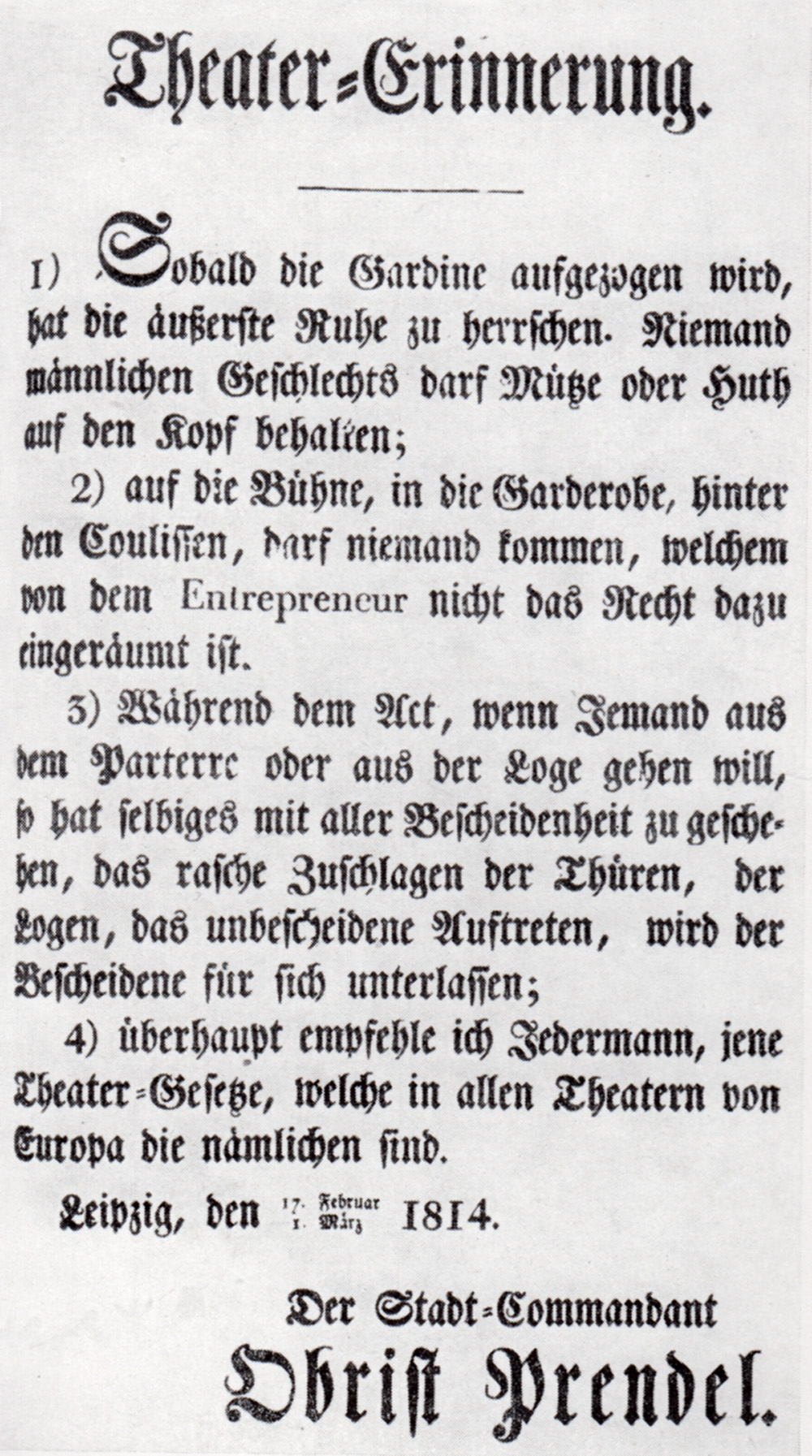
Zum Verhalten im Theater
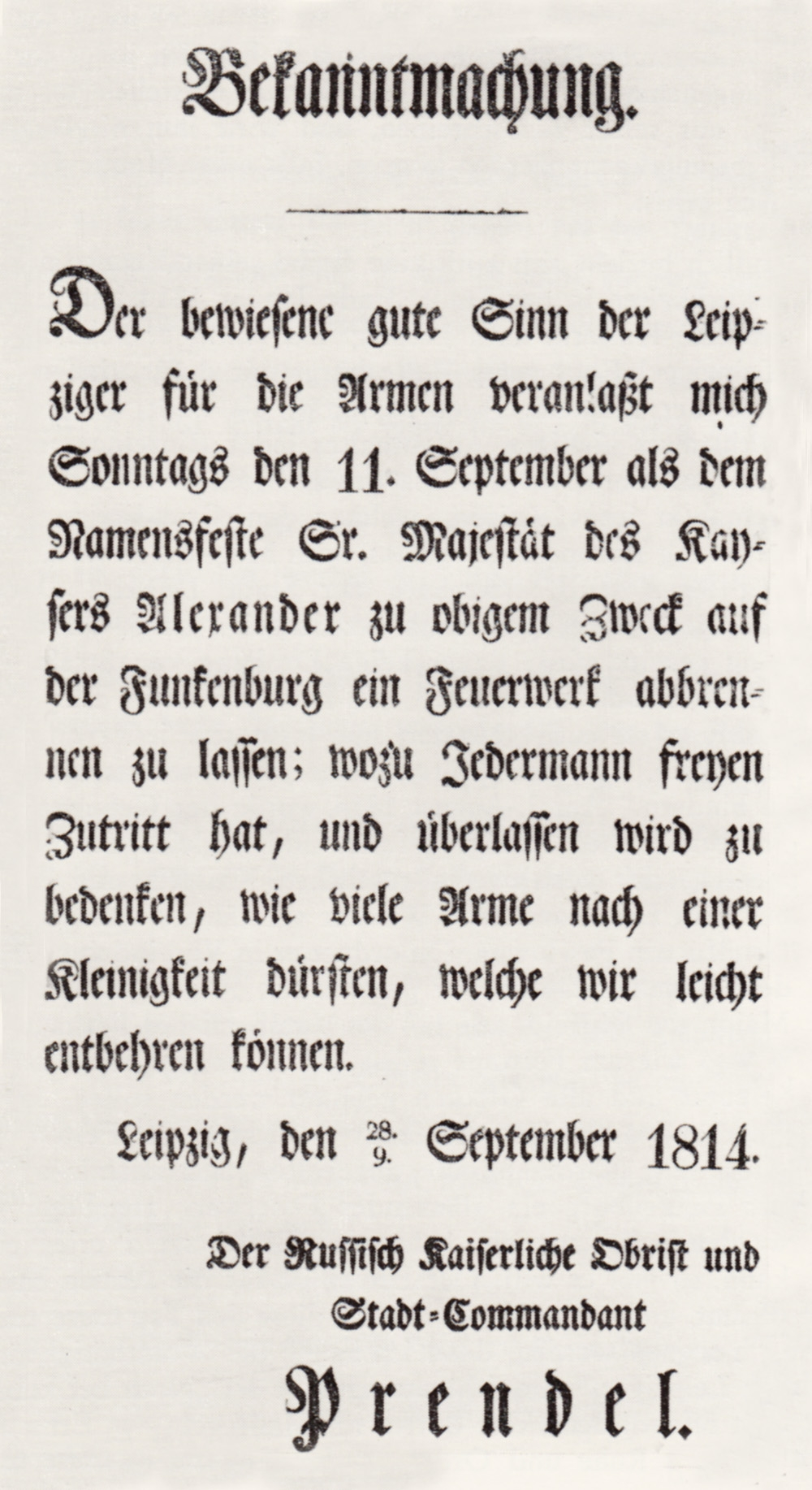
Einladung zum Feuerwerk

## Ehrungen
- St. Wladimir-Orden 4. Klasse (1805 und 1813)
- St. Anna-Orden 2. Klasse (1813)
- Schwedischer Schwertorden 2. Klasse für eine Militäraktion an der Elbe bei Torgau (1813)
- Preußischer Roter Adlerorden
- Kommandeurskreuz der französischen Ehrenlegion für gute Behandlung der gefangenen und verwundeten Franzosen
- Sächsisches  Kommandeurskreuz „für Civilverdienste“ wegen der Aufrechterhaltung der Ordnung und Ruhe in Leipzig
- Bayerisches  Kommandeurskreuz pour le mérite wegen Sorgfalt um Verwundete und Kranke
- Kommandeur des Weimarschen  Falken-Ordens (1819)
- „Bürgerrecht ehrenhalber“ der Stadt Leipzig (1814, noch vor Einführung der Ehrenbürgerwürde im Königreich Sachsen)[2]
- Ehrenbürger der Stadt Altenburg
- St. Georgs-Orden 4. Klasse (1828)
- Straßenbenennung in Leipzig-Gohlis (1898); die Prendelstraße wurde 1930 in Karl-Rothe-Straße um-, 1933 jedoch wieder in Prendelstraße zurückbenannt, bis sie im Mai 1945 nochmals in Karl-Rothe-Straße umbenannt wurde – im Gegenzug erfolgte im August 1945 die Umbenennung der Denkmalsallee in Leipzig-Stötteritz in Kommandant-Prendel-Allee[3]

## Kommandant-Prendel-Orden
2015 stiftete die Kultur- und Umweltstiftung der Sparkasse Leipzig den Kommandant-Prendel-Orden. Der Orden erinnert an das Wirken Victor Anton Franz von Prendels als Stadtkommandant Leipzigs nach der Völkerschlacht 1813 und wird an Männer und Frauen vergeben, die sich in nationalen und internationalen Vereinen und Verbänden seit vielen Jahren kontinuierlich ehrenamtlich in der Region Leipzig engagieren, um die Völkerschlacht in lebendiger Erinnerung zu halten.
Der Orden wird in zwei Stufen vergeben: dem Kommandant-Prendel-Kreuz und der Kommandant-Prendel-Medaille. Über die Wahl der Ordensträger entscheidet das Ordenskapitel, dass sich aus den Trägern des Kommandant-Prendel-Kreuzes, dem Vorstand der Kultur- und Umweltstiftung Leipziger Land der Sparkasse Leipzig sowie dem Chef der Ordenskanzlei zusammensetzt.
Die Verleihung des Ordens erfolgt jährlich in zeitlicher Nähe zum 18. und 19. Oktober, den historischen Tagen der Völkerschlacht bei Leipzig.
Bekannte Preisträger:
- 2016 Kommandant-Prendel-Kreuz für Prof. Dr. Dr. Alain Pigeard
- 2017 Kommandant-Prendel-Kreuz für Reinhard Münch[5]
- 2017 Kommandant-Prendel-Kreuz für Kurt Anton Mitterer[6]
- 2021 Kommandant-Prendel-Kreuz für Jean-François Rémy-Néris

Die vollständige Liste der Ordensträger findet sich auf der Website der Stiftung.